# Мері Елізабет МакГлін
Мері Елізабет МакГлін (англ. Mary Elizabeth McGlynn; род. 16 жовтня 1966, Лос-Анджелес, Каліфорнія, США) — американська актриса озвучування, кастинг-директор, режисер дубляжу, сценарист та співачка. Найбільш відома за дубляжем аніме на англійську мову та виконання вокальних композицій у серії ігор Silent Hill. Є переможницею American Anime Awards в номінації «Найкраща актриса» за озвучування Привид у латах: Синдром одинака 2nd GIG.
Вона була почесним гостем на Anime Expo 2007, Лонг-Біч, Лос-Анджелес,Каліфорнія.
У 2008 році вона отримала нагороду Товариства сприяння японській анімації (SPJA) за найкращу режисуру за роботу над Наруто.
З 2015 по 2017 рік вона також була запрошеною зіркою веб-серіалу Dungeons & Dragons під назвою «Critical Role» (15 епізодів).

## Фільмографія
Аніме/мультфільми
- Sailor Moon (1992) — Flau, Королева Металія[6]
- Bastard!! (1992) — Грозова Імператриця Аршес Ней[6]
- Street Fighter II V (1997) — Доктор Ханна, диктор новин
- El-Hazard (1997–1999) — Королева Діва[7]
- Tokyo Revelation (1997) — різні персонажі
- Cowboy Bebop (1998–1999) — Джулія[8][9][10][11]
- Outlaw Star (1998) — Хільда[9]
- Battle Athletes (1998) — Ларрі
- Fushigi Yûgi (1998) — Нуріко[8][9]
- Rurouni Kenshin (1999) — Шура
- Sol Bianca: The Legacy (2000) — Феб
- Digimon Adventure 02 (2000–2001) — Флорамон, мати Коді[6][12]
- Vandread (2002) — Джура Безіл Елден
- X (2002) — Каное
- Samurai Girl Real Bout High School (2002) — Mian Cubie
- Digimon Tamers (2002) — різні персонажі[8][13]
- Digimon Frontier (2002) — Офанімон, Саламон[14]
- Witch Hunter Robin (2002–2003) — Жан (лялька), Мамору Кудо[6][12]
- Gungrave (2003–2004) — Міланда[6][12]
- Naruto (2003–2006) — Куренай Юхі[8][11]
- Wolf's Rain (2003) — Леді Ягуара[8][11][15]
- Reign: The Conqueror (2003) — Касандра
- .hack//SIGN (2003) — Хельба[8]
- Geneshaft (2003) — Софія Галгалім, Лілі Портер
- Ghost in the shell: Stand Alone Complex (2004–2007) — Кусанаґі Мотоко[8][15][16][17]
- The Replacements (2006–2009) — Місіс Зубек, місіс Келпман[12]
- Digimon Data Squad (2007) — Сара Деймон, Саюрі[8]
- Code Geass (2008) — Cornelia li Britannia[8]
- Stitch! (2008–2009) — Делія[6][12]
- Kurokami (2009) — Мікамі Ходжо[6][12]
- Fullmetal Alchemist: Brotherhood (2009–2010) — Доктор Бріггс, дружина лікаря[6][12]
- Bleach (2009–2012)[8]
- Naruto: Shippuden (2009–2016) — Забімару (Бабуїн), Ікумі Унагія[8]
- Marvel Anime (2010–2011) — Марш, Шела, Ріко Нірасакі, учасник натовпу[6][12]
- Digimon Fusion (2011) — Піксонц, Квін, Шаккуман[8][12][13]
- The Avengers: Earth's Mightiest Heroes (2012) — Ебігейл Бренд[12]
- Persona 4: The Animation (2012) — Naoto Shirogane[8][12][13]
- Tenkai Knights (2013) — Місіс Далтон (мати Токси, епізод 19, немає в титрах)[8]
- Ghost it the shell: Arise (2013–2015) — підполковник Куруцу
- Marvel Disk Wars: The Avengers (2014–2015)
- Penn Zero: Part-Time Hero (2014–2017)[8]
- Steven Universe (2014–2018) — доктор Махесваран[8][12][18]
- Glitter Force (2015) — Бруха, королева Ейфорія, міс Мейсон[19][20]

- Sailor Moon Crystal (2015–2016) — королева Металія[6][12]
- God Eater (2016–2017) — Тцубакі Амамія[6][12]
- Star Wars Rebels (2016–2018) — Арінда Прайс[21][22]
- OK K.O! Let's Be Heroes (2017–2019) — Динаміт Воткінс, міс Квантум[23][24]
- Rapunzel's Tangled Adventure (2017–2020)
- Bunnicula (2018)
- She-Ra and the Princesses of Power (2018–2020) — Horned Goon[8]
- Star Wars Resistance (2018–2020) — Фрея Фенріс
- Boruto: Naruto Next Generations (2019) — Куренай Юхі, Мей Терумі[25]
- Green Eggs and Ham (2019)
- Carmen Sandiego (2019–2021) — тренер Брант
- Dragons: Rescue Riders (2019–2022) — Svetlana the Sly
- Steven Universe Future (2020) — доктор Махесваран
- Chico Bon Bon: Monkey with a Tool Belt (2020)
- Ghost in the Shell: SAC 2045 (2020–2022) — Кусанаґі Мотоко[12]
- Jurassic World Camp Cretaceous (2020–2022)
- Doug Unplugs (2020–2022)
- DreamWorks Dragons: The Nine Realms (2021–2023)
- Dogs in Space (2021 — н.ч.)
- The Legend of Vox Machina (2022) — Захра Хайдаріс
- Bugs Bunny Builders (2022)
- Big City Greens (2022)
- Dragon Age: Absolution (2022 — н.ч.)
- Shape Island (2023 — н.ч.)
- Dew Drop Diaries (2023 — н.ч.) — капитан Мяу Мяу

### Фільми
- Armageddon (1997) — Королева Гера
- Black Jack (1999) — Жо Керол Брейн
- Princess Mononoke (1999)
- Vampire Hunter D: Bloodlust (2000) — Керолайн[8]
- Ah! My Goddess: The Movie (2001) — Urd[9]
- Metropolis (2001) — Голос публічного оголошення[8]
- Cowboy Bebop: The Movie: Knockin' on Heaven's Door (2002) — Крис Райли[13]
- Sakura Wars: The Movie (2003) — Кана Кірішіма
- Appleseed (2004)[8]
- Ghost in the Shell 2: Innocence (2004) Кусанаґі Мотоко[26]
- Stan Lee's The Condor (2007) — Валерія/Тайпан[12]
- Resident Evil: Degeneration (2008) — Rani's aunt
- Naruto Shippuden the Movie (2009)[27]
- Naruto Shippuden the Movie: The Lost Tower (2010) — королева Серам[6]
- Tekken: Blood Vengeance (2011) — Ніна Віліямс[12]
- Iron Man: Rise of Technovore (2013)[6]
- Dragon Ball Z: Battle of Gods (2014) — поліцейська[12]
- The Last: Naruto the Movie (2015) — Мей Терумі, Head Maid, Куренай Юрі, Катсую[12]
- Ghost in the Shell: The New Movie (2015) — Курусу[12]
- Resident Evil: Vendetta (2017) — Зак Уайт[12]

### Відеоігри
- Vampire: The Masquerade – Redemption (2000) — Катерина[28]
- The Bouncer (2001) — Echidna[12]
- Phase Paradox (2001) — Рене Хірн, Неш Лінірд[29]
- Digimon Rumble Arena (2002) — Готомон, Токато, Магнадрамон[12]
- Silent Hill (серія ігор) (2003–2012) (співачка, режисер дубляжу)[8]
- .hack (серія відеоігр) (2003–2004) — Хельба, Емма Вілант[12]
- Seven Samurai 20XX (2004) — Zwei[30]
- Phantom Brave (2004) — Сієнна, оповідач
- Vampire: The Masquerade – Bloodlines (2004) — Піша
- Makai Kingdom: Chronicles of the Sacred Tome (2005) — Пані Саломея
- Rumble Roses XX (2006) — Зла Роза, Благородна Роза
- Dirge of Cerberus: Final Fantasy VII (2006) — Россо[12]
- Xenosaga Episode III: Also sprach Zarathustra (2006) — Doctus[12]
- .hack//G.U. (серія ігор) (2006–2007) — Бордо, Тору Уіке, диктор новин[12]
- Supreme Commander (2007) — Генерал Саманта Кларк
- Supreme Commander: Forged Alliance (2007) — Генерал Саманта Кларк
- Devil May Cry 4 (2008) — Echida
- Afro Samurai (2009) — The Polecats
- Magna Carta 2 (2009) — Кейтін[12]
- Tekken 6 (2009) — Ніна Вільямс
- Final Fantasy XIII (2010) — Нора Естхайм[8][12]
- Alpha Protocol (2010) — SIE[12]
- Naruto (серія ігор) (2011 — н.ч.) — Куренай Юхі, Шима, Кацую, Цунаде, Мей Терумі[12]
- Street Fighter X Tekken (2012) — Ніна Вільямс
- Darksiders II (2012) — Уріель, Нефілім (шепіт) 5, людська душа 3[12]
- Marvel Avengers: Battle for Earth (2012) — Веранке
- Final Fantasy XIV: A Realm Reborn (2013) — Hydaelyn
- Marvel Heroes (2013) — Джессіка Джонс, Moondragon[12]
- Diablo III: Reaper of Souls (2014) — Female Crusader[8]
- Digimon All-Star Rumble (2014) — Гатомон, Анжевомон[12]
- World of Warcraft: Warlords of Draenor (2014) — Tyrant Velhari[12]
- Resident Evil: Revelations 2 (2015) — Алекс Вескер
- Heroes of the Storm (2015) — Йоганна[8]
- Kholat (2015) (співачка)[31]
- StarCraft II: Legacy of the Void (2015) — Претор Таліс[12]
- Xenoblade Chronicles X (2015) — Avatar (Female Mature)[32]
- Ghost in the Shell: Stand Alone Complex — First Assault Online (2016) — Кусанаґі Мотоко[12]
- Hitman (2016) — Далія Марголіс[33]
- God Eater Resurrection (2016) — Цубакі Амемія
- Tekken 7: Fated Retribution (2016) — Ніна Вільямс
- World of Warcraft: Legion (2016) — Aegwynn, Delas Moonfang[12]
- Star Trek: Bridge Crew (2017) — лейтенант Кохару Морі
- Artifact (2018) — Prellex
- Mortal Kombat 11 (2019) — Cetrion[34]
- Marvel Ultimate Alliance 3: The Black Order (2019) —  Валькірія)[12]
- World of Warcraft: Shadowlands (2020) — Remornia[12]
- Resident Evil: Resistance (2020) — Алекс Вескер[12]
- The Medium (2021)[12]
- Stray Gods: The Roleplaying Musical (2023) — Персефона[35]
- Mortal Kombat 1 (2023) — Female Scorpion[36]
- Mortal Kombat: Onslaught (2023) — Цетріон[37]
- Tekken 8 (2024) — Ніна Вільямс[12]

### Телесеріали
- Down the Shore (ситком) (1992)
- Quantum Leap (наукова фантастика) (1993) — Бріжит [Епізод: «A Tale of Two Houses»]
- Walker, Texas Ranger (бойовик, драма, детектив) (1994) — Сью Енн Вінтерс [Епізод: «Memphis Melody»]
- Xena: Warrior Princess (фентезі) (1995) — Меррілі Саммерс [Епізод: «Right Man, Wrong Time»]
- Murder, She Wrote (детектив) (1996) — Пандора [Епізод: «Mrs. Parker's Revenge»]
- Sister, Sister (ситком) — Карен Рейснер (1997) — доктор Вілкокс [Епізод: «Two's Company»][38]
- Star Trek: Voyager (наукова фантастика) — Даелен(1998) [Епізод: «Vis a Vis»]
- Silent Hill (2006) — (співачка)[8]
- Adventures in Voice Acting (2008) — сама себе[39]
- Julia X 3D (2011) — (співачка)[8]